# Jessica Salazar
Jessica Salazar Valles (Guadalajara, 21 september 1995) is een Mexicaans baanwielrenster. In 2019 en 2023 won ze goud op de teamsprint op de Pan-Amerikaanse Spelen.

## Baanwielrennen

### Palmares
| Jaar | MK                                          | P-AK                               | WK           | Overig                                                                                          |
| ---- | ------------------------------------------- | ---------------------------------- | ------------ | ----------------------------------------------------------------------------------------------- |
| 2015 | keirin · 500m tijdrit · teamsprint          | 500m tijdrit · teamsprint · keirn  |              |                                                                                                 |
| 2016 |                                             | sprint · 500m tijdrit · teamsprint |              |                                                                                                 |
| 2017 | 500m tijdrit · keirin · teamsprint          | 500m tijdrit                       |              |                                                                                                 |
| 2018 | sprint · 500m tijdrit · keirin · teamsprint | 500m tijdrit · teamsprint · sprint |              | Centraal-Amerikaanse en Caraïbische Spelen: · sprint · 500m tijdrit · keirin                    |
| 2019 | 500m tijdrit · teamsprint · sprint · keirin | 500m tijdrit · teamsprint          |              | Pan-Amerikaanse Spelen: · teamsprint · omnium · koppelkoers                                     |
| 2020 |                                             |                                    | 500m tijdrit |                                                                                                 |
| 2021 | 500m tijdrit · sprint                       |                                    |              |                                                                                                 |
| 2022 |                                             | team sprint                        |              |                                                                                                 |
| 2023 |                                             | teamsprint · 500m tijdrit          |              | Centraal-Amerikaanse en Caraïbische Spelen: · teamsprint · Pan-Amerikaanse Spelen: · teamsprint |
| 2024 |                                             | teamsprint · 500m tijdrit          |              |                                                                                                 |